# NGC 7115
NGC 7115 је спирална галаксија у сазвежђу Јужна риба која се налази на NGC листи објеката дубоког неба.
Деклинација објекта је - 25° 21' 4" а ректасцензија 21h 43m 39,2s. Привидна величина (магнитуда) објекта NGC 7115 износи 12,7 а фотографска магнитуда 13,5. Налази се на удаљености од 44,703 милиона парсека од Сунца. NGC 7115 је још познат и под ознакама ESO 531-25, MCG -4-51-11, VV 800, IRAS 21407-2535, PGC 67248.